# Banco do Brasil
Banco do Brasil (BB) é uma instituição financeira brasileira, sendo também o banco tradicional mais antigo do país, fundado em 1808. É um dos cinco bancos estatais do governo brasileiro, que conta com participação em 50% das ações.
Atualmente, possui mais de 10,6 mil agências e postos de atendimento e 53 mil caixas eletrônicos (incluindo 24 Horas) em todas as regiões do país, além de contar com mais de 86 mil colaboradores e 85 milhões de clientes. Além do Brasil, está presente em mais de 13 países e possui correspondentes em outros 90 países.

## História

Primeira página do estatuto do Banco do Brasil, 12 de outubro de 1808, assinado por D. João VI.

O primeiro Banco do Brasil (diferente em forma, em estatuto e em continuidade histórica do atual), sendo igualmente o primeiro banco em território do Império Português, por Alvará de 12 de outubro de 1808, pelo então Príncipe-regente Dom João de Bragança, por sugestão do Conde de Linhares, Rodrigo de Sousa Coutinho, num conjunto de ações que visavam, segundo Afonso Arinos, "acautelarem os extravios dos reais direitos, facilitar pagamentos e se prevenirem as faltas de numerário, que as urgências da guerra ou as circunstâncias do comércio podem ocasionar". Outros defendem ainda a sua criação para a promoção de indústrias manufatureiras no Brasil, incluindo isenções de impostos para importação de matérias-primas e de exportação de produtos industrializados, mas esta posição é contrária aos objetivos apontados por Afonso Arinos - que são factualmente os objetivos declarados de fundação do banco. Nesse sentido, Gaya argumenta que o banco assumiu função fiscal no contexto do conflito político entre o poder Legislativo (reunido ou não) e o Governo (e a Coroa acima deste) durante o Primeiro Reinado, já tendo feito papel similar no período português.
Instalou-se inicialmente na rua Direita, esquina com rua de São Pedro, no Rio de Janeiro, com 1 200 contos de réis de capital, iniciando as suas atividades a 11 de dezembro de 1809. Foi o quarto banco nacional emissor do mundo, depois do Banco da Suécia (1668), Banco da Inglaterra (1694) e Banco da França (1800). Funcionando como uma espécie de "proto" banco central, de depósitos, descontos e emissão, dotado ainda do privilégio da venda dos produtos de que a Coroa Portuguesa tinha monopólio: pau-brasil, diamantes, marfim e urzela. Também neste sentido, Gaya argumenta que o período joanino e o Primeiro Reinado configuram economicamente, muito pelo papel do banco, períodos de dominância fiscal, analisando então as implicações dessa conclusão.
Em breve resumo do colapso do banco: forçado a emitir papel-moeda conversível sem o devido lastro em ouro para custear as despesas da família real, o Banco do Brasil viu-se desfalcado de seus fundos. As vultosas quantias retiradas pelos membros da corte, juntamente com a remoção das joias reais que constituíam sua garantia, enfraqueceram ainda mais a instituição. Com o retorno de D. João VI e sua comitiva para Portugal e a posterior necessidade de emissão de papel-moeda para consolidar a independência, o banco foi acusado de agravar a situação financeira do país. Através da lei de 23 de setembro de 1829, foi ordenada a liquidação do primeiro Banco do Brasil.
Em balanço, o primeiro Banco do Brasil foi uma instituição inovadora e pioneira em diversos aspectos. Criado em um momento de grandes transformações e desafios, tanto no Brasil quanto no cenário internacional, ele tinha a missão de atender às demandas do poder do dia. Ainda assim, desde sua criação, o Banco do Brasil enfrentou desafios significativos, em especial na composição da sua sociedade, que foi formada com razoável esforço político.
Quando D. João VI decidiu retornar a Portugal em 1821, levou consigo não apenas grande parte da corte, mas também as joias reais que constituíam uma das garantias do banco. Essa remoção simbolizou e concretizou a fragilidade financeira do Banco do Brasil. Sem essas garantias, a confiança na capacidade do banco de sustentar suas emissões de papel-moeda foi severamente abalada. Além disso, a partida de D. João VI ocorreu em um momento de grande instabilidade política e econômica. O Brasil estava em transição de uma colônia para um império independente, e essa transição exigia um suporte financeiro robusto que o banco já não podia oferecer. A falta de confiança se refletiu na rápida desvalorização do papel-moeda emitido pelo banco, que não era mais visto como confiável pelos mercados e pela população.
A independência do Brasil, proclamada por D. Pedro I em 1822, trouxe novos desafios para o Banco do Brasil. A jovem nação precisava consolidar sua autonomia financeira e política, e o banco foi novamente chamado a emitir papel-moeda para financiar o governo. Contudo, essa emissão adicional de papel-moeda, sem a correspondente reserva de ouro, apenas piorou a situação financeira. O banco foi então acusado de ser um dos principais responsáveis pela crise econômica que se seguiu. A inflação disparou, e a moeda brasileira perdeu valor rapidamente, o que dificultou ainda mais a situação econômica do país. A necessidade de emitir moeda para financiar o novo governo independente evidenciou a falta de estrutura financeira e a dependência de uma estrutura bancária frágil e sobrecarregada.
A situação havia se tornado insustentável, e em 23 de setembro de 1829, uma lei foi promulgada ordenando a liquidação do primeiro Banco do Brasil. A liquidação já era um processo complexo e doloroso, marcado por disputas políticas e econômicas. O fechamento do banco já foi avaliado por muitos como um erro grave, mas também como uma medida necessária para restaurar a confiança na situação fiscal e monetária brasileira. A dissolução do banco marcou o fim de uma era e o início de uma nova fase na história econômica do Brasil.

Apesar de seu fim, o primeiro Banco do Brasil deixou um legado importante. Ele foi pioneiro em várias práticas financeiras no Brasil e continua servindo como um registro para o aprendizado das futuras instituições bancárias do país. O banco também destacou a necessidade de uma estrutura financeira adequada e de um arcabouço econômico que pudesse suportar os desafios de uma nação em crescimento. A história do primeiro Banco do Brasil é uma lembrança do quão crítica é a gestão prudencial das finanças públicas e do papel vital que os bancos desempenham na economia, ainda mais em expansões monetárias (creditícias ou escriturais). Ela ressalta a importância de aprender com o passado para construir um futuro financeiro mais estável e próspero para o Brasil.

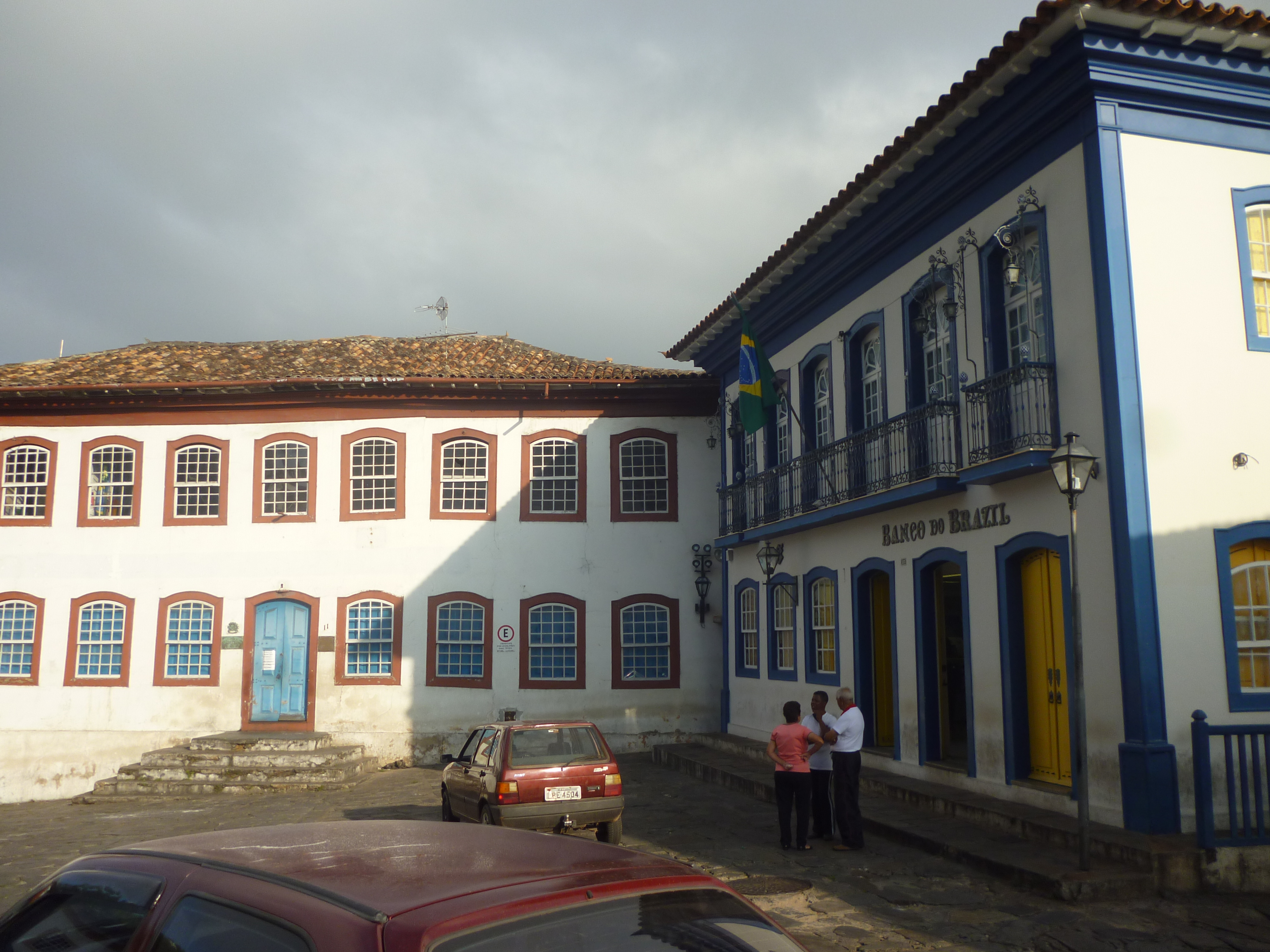
À direita, agência do BB localizada em Diamantina (MG). Nota-se o padrão estético do século XIX e a grafia da palavra Brasil com "z".

Já no Segundo Reinado, depois de uma liquidação, ou seja, encerramento das atividades em 1833, Irineu Evangelista de Sousa, que viria a ser barão e visconde de Mauá, criou em 1851 uma nova instituição denominada "Banco do Brasil". Como antes, também nascida de um lançamento público, dessa vez com um capital de dez mil contos de réis. Esse valor era considerado elevado para a época e o mais vultoso entre os das sociedades existentes na América Latina. Nesse segundo Banco do Brasil há uma forte carga simbólica de suas ligações permanentes com o mercado de capitais. As reuniões preparatórias e a assembleia de constituição se realizaram no salão da Bolsa de valores do Rio de Janeiro.
Em 1853, por iniciativa do Ministro Joaquim José Rodrigues Torres, o visconde de Itaboraí, foi determinado pela Lei nº. 638, de 5 de julho de 1853, a criação do novo Banco do Brasil, através da fusão do Banco do Brasil de Mauá com o Banco Comercial do Rio de Janeiro (fundado em 1838), com exclusividade na emissão do papel-moeda. O presidente do banco deveria ser nomeado pelo imperador entre os acionistas que tivessem mais de 50 ações. O visconde de Itaboraí é considerado o fundador do Banco de hoje.
Em 1866, devido a uma crise inflacionária, foi cassada a exclusividade na emissão do papel-moeda, permanecendo em operação com depósitos, descontos e empréstimos hipotecários.
Em 1893, veio a fundir-se com Banco da República dos Estados Unidos do Brasil (resultante da fusão do Banco Nacional do Brasil com o Banco dos Estados Unidos do Brasil), passando a se chamar de Banco da República do Brasil.
Em 1905, após uma forte crise bancária no Banco da República do Brasil, o governo federal interveio na instituição em razão de seu importante papel no sistema financeiro do país, tendo comprado cerca de um terço das ações e se tornando seu principal acionista. Apesar de ser uma instituição privada, o governo exercia forte influência sobre o banco por ser o seu maior cliente e pelo poder de conceder ou negar privilégios, além de continuar a poder nomear o presidente do banco. O governo federal se tornou o acionista majoritário em 1923, com a compra de lotes adicionais de ações com o objetivo de empregá-lo para estabilizar o câmbio, tendo o banco se tornando o único agente do governo em transações com moeda estrangeira.
As primeiras linhas de crédito rural do Banco do Brasil datam da década de 1890 do século XIX.
Por força do decreto nº 1 455, de 30 de dezembro de 1905, volta a ter o seu nome tradicional, como é conhecido até hoje, com a reabertura em 3 de julho de 1906.
Até a criação do Banco Central do Brasil, o Banco do Brasil era o banco do governo. Em setembro de 2019 o Banco do Brasil anunciou uma parceria com a UBS para a criação de um banco de investimento. Os serviços serão ofertados na América do Sul.

### Logotipos

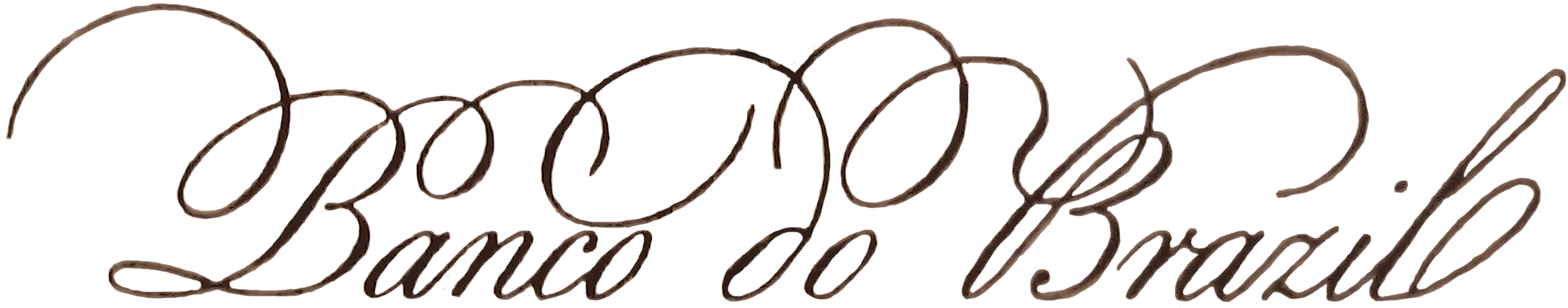
Logo em letral na década de 1810.
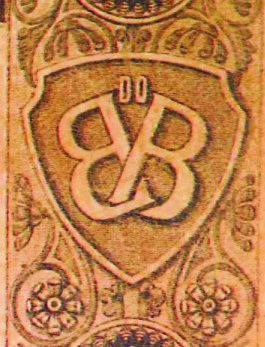
Emblema em 1856
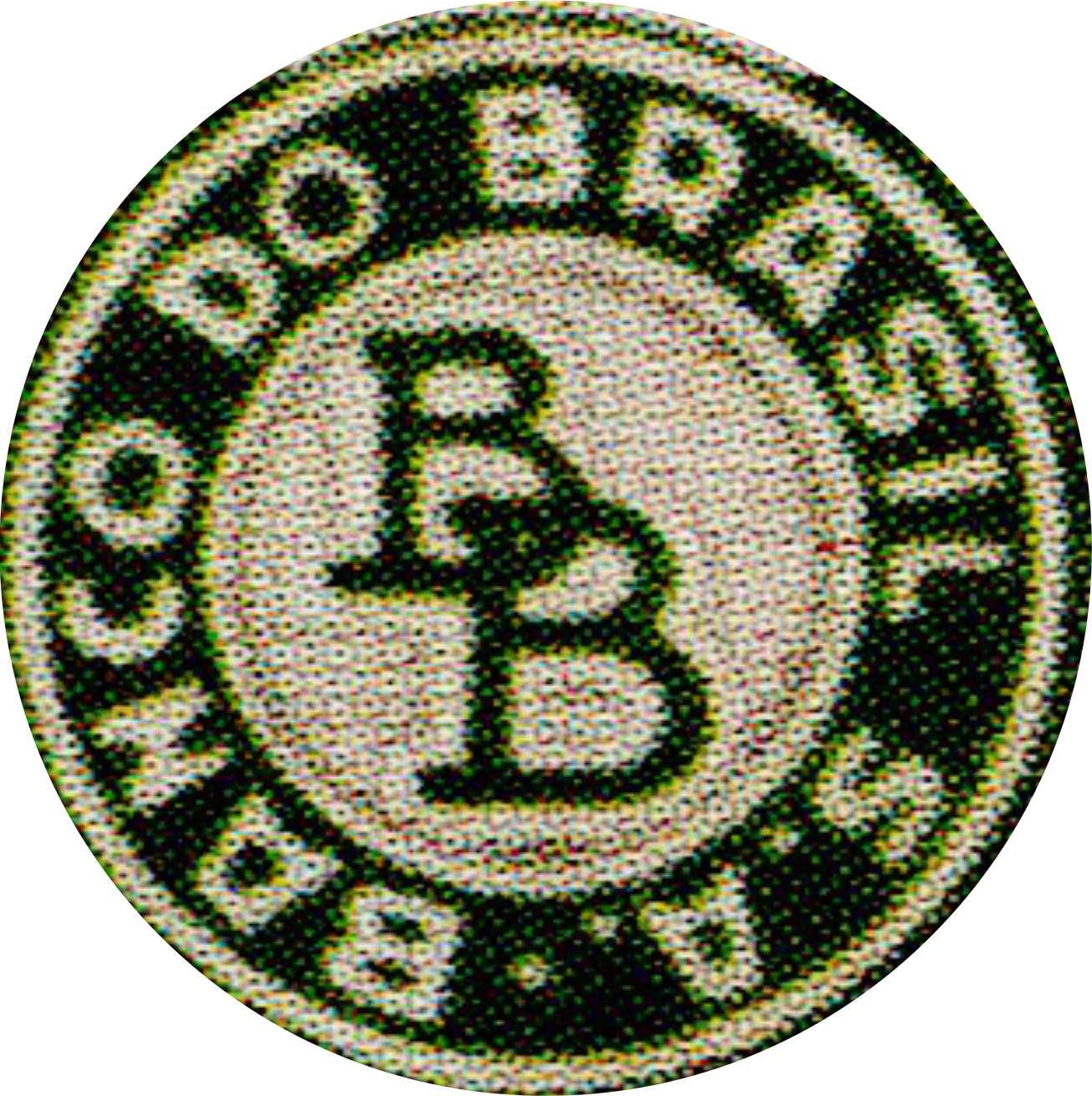
Logo circular em 1957
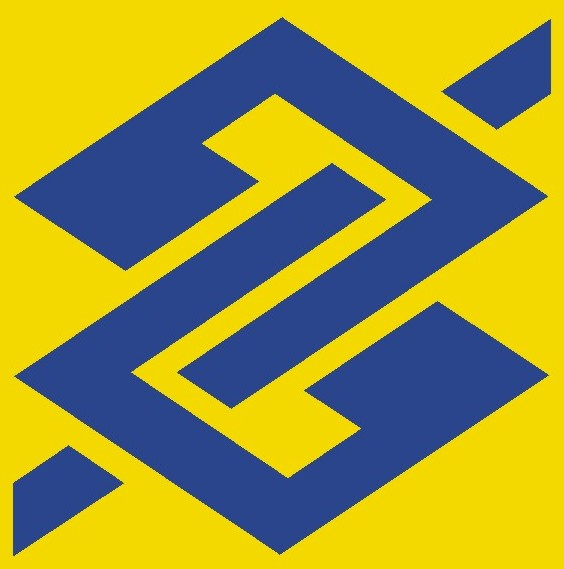
Logo com o famoso "b" intercruzado a partir dos 1960s
Atualmente

### Alvará

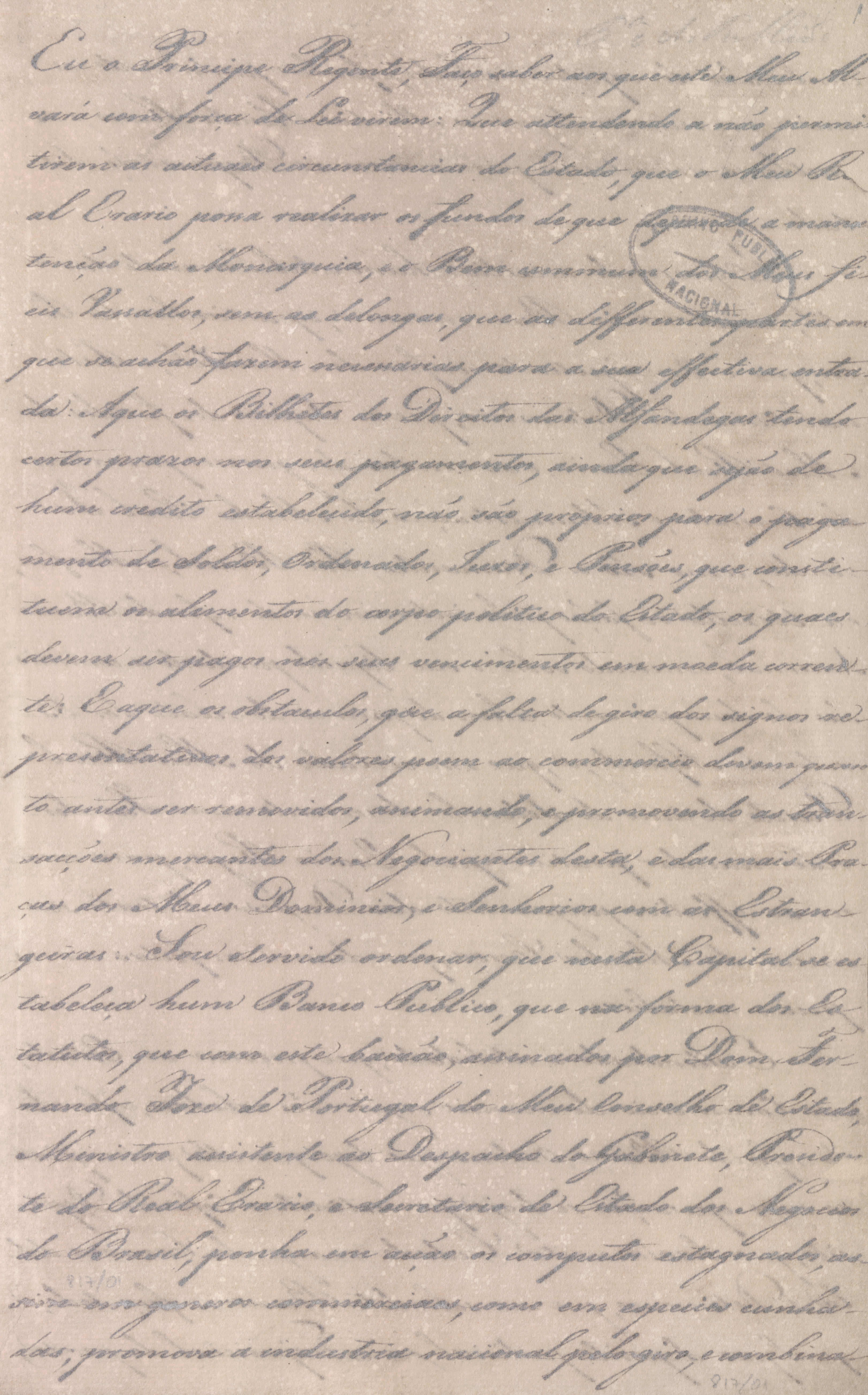
Primeira página do alvará assinado pelo Príncipe Regente D. João que cria o Banco do Brasil, 1808. Arquivo Nacional.

O alvará que criou o Banco do Brasil e sancionou seus estatutos, por influência do conde de Linhares, dizia:
"Eu o Príncipe, atendendo a não permitirem as atuais circunstâncias do Estado que o meu Real Erário possa realizar os fundos, de que depende a manutenção da monarquia e o bem comum dos meus vassalos, etc; a que os bilhetes dos direitos das alfândegas tendo certos prazos nos seus pagamentos, ainda que sejam de um crédito estabelecido, não são próprios para o pagamento de soldos, ordenados, juros e pensões que constituem os alimentos do corpo político do Estado, os quais devem ser pagos nos seus vencimentos em moeda corrente; a que os obstáculos que a falta de giro dos signos representativos dos valores põem ao comércio, etc. animando e promovendo as transações mercantis dos negociantes desta e das mais praças dos meus domínios e senhorios com as estrangeiras; sou servido ordenar que nesta capital se estabeleça um Banco Público que na forma dos estatutos que baixo, assinados por D. Fernando José de Portugal, do meu Conselho de Estado, ministro assistente ao despacho do gabinete, presidente do Real Erário e secretário de Estado dos negócios do Brasil, etc. Determino que os saques dos fundos do meu Real Erário e as vendas dos gêneros privativos dos contratos e administração da minha Real Fazenda, como são os diamantes, pau-brasil, o marfim e a urzela, se façam pela intervenção do referido Banco Nacional, vencendo sobre o seu líquido produto a comissão de 2% além do prêmio do rebate dos escritos da Alfândega que fui mandado praticar pelo Erário Real. Ordeno que se haja por extinto o cofre de depósito que havia nesta cidade a cargo da Câmara dela; e determino que no referido Banco se faça todo e qualquer depósito judicial ou extrajudicial de prata, ouro, joias e dinheiro".

### Capital

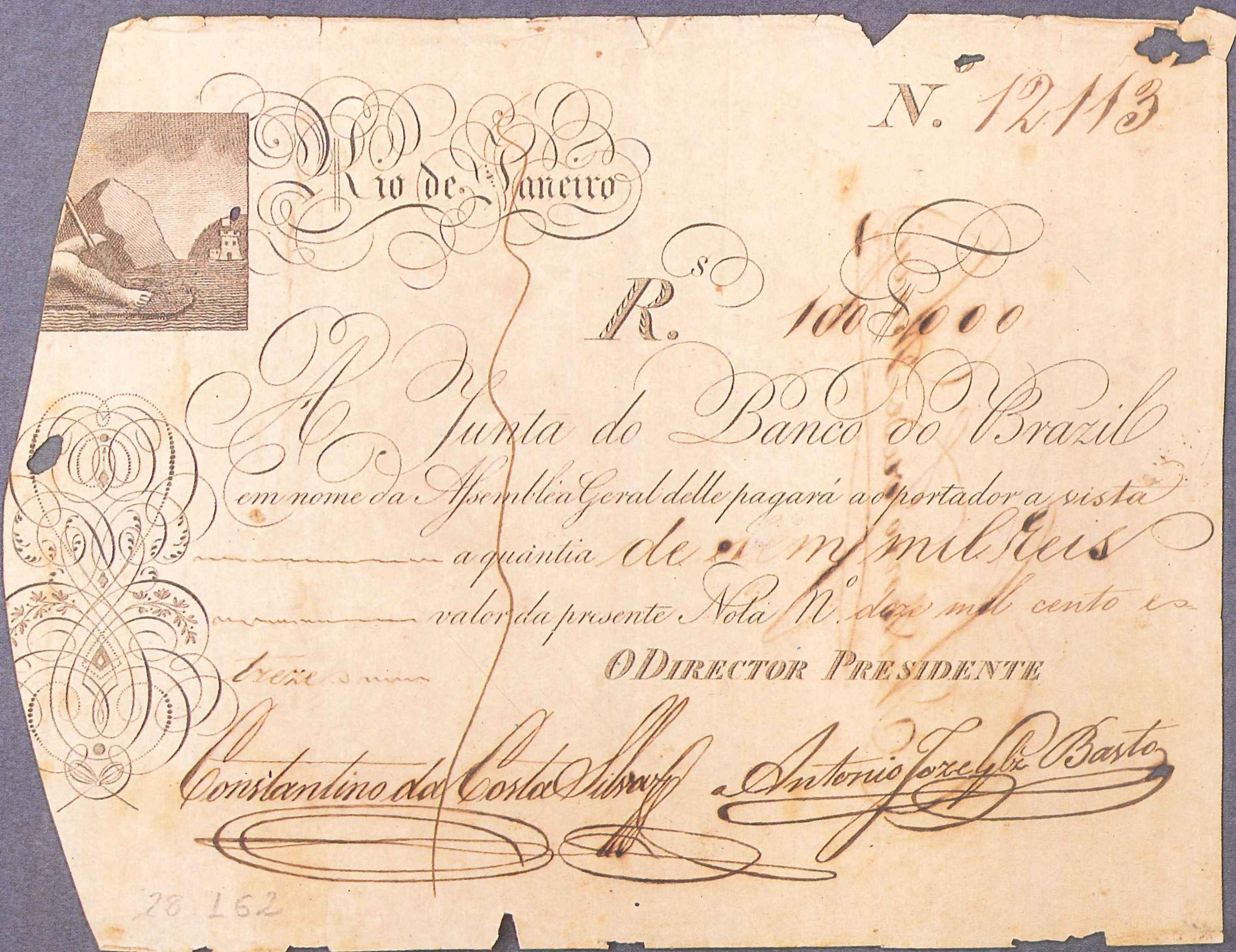
Primeiro bilhete de banco, emitido pelo Banco do Brasil em 1810.

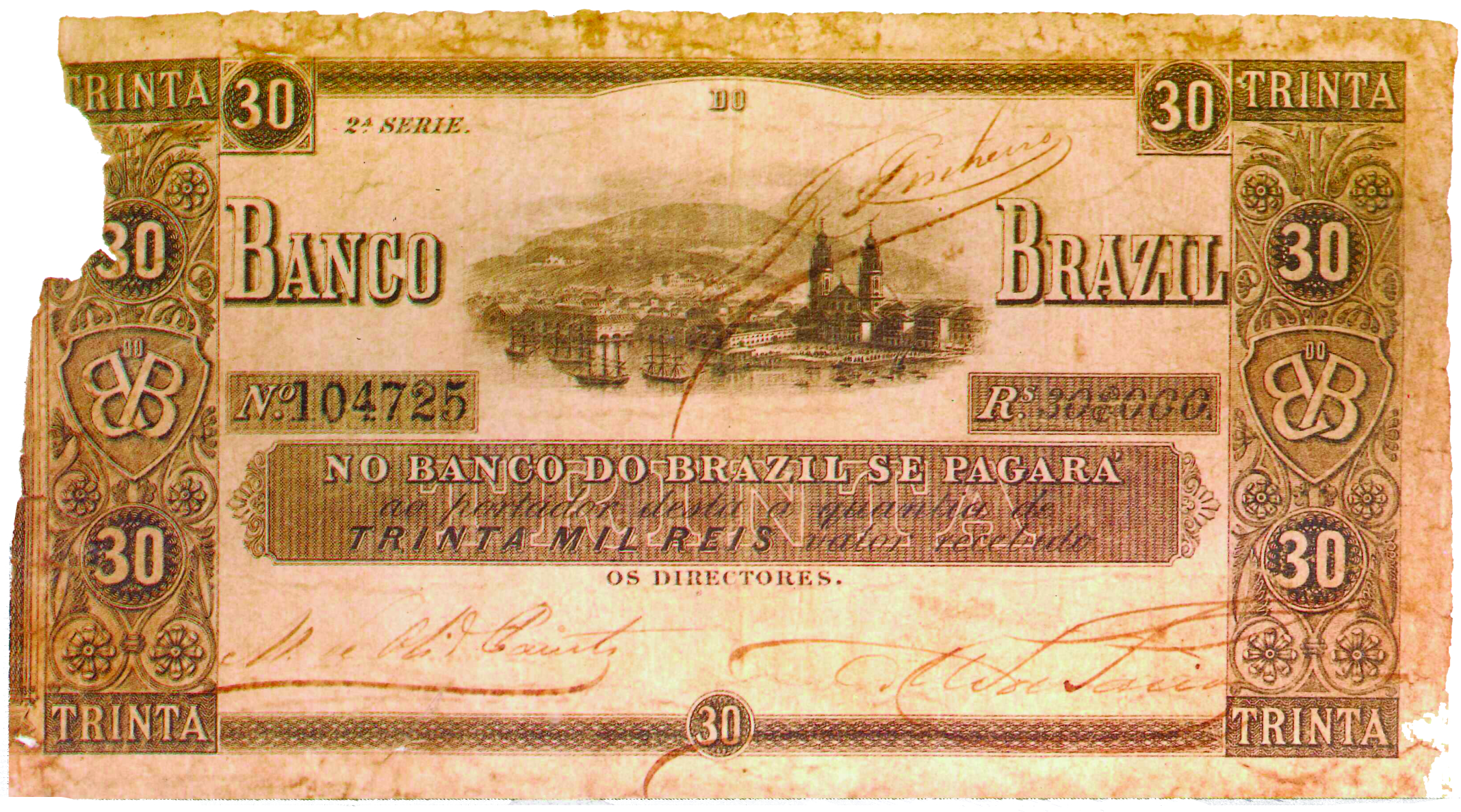
Cédula de 30 mil-réis emitida pelo Banco do Brasil em 1856.

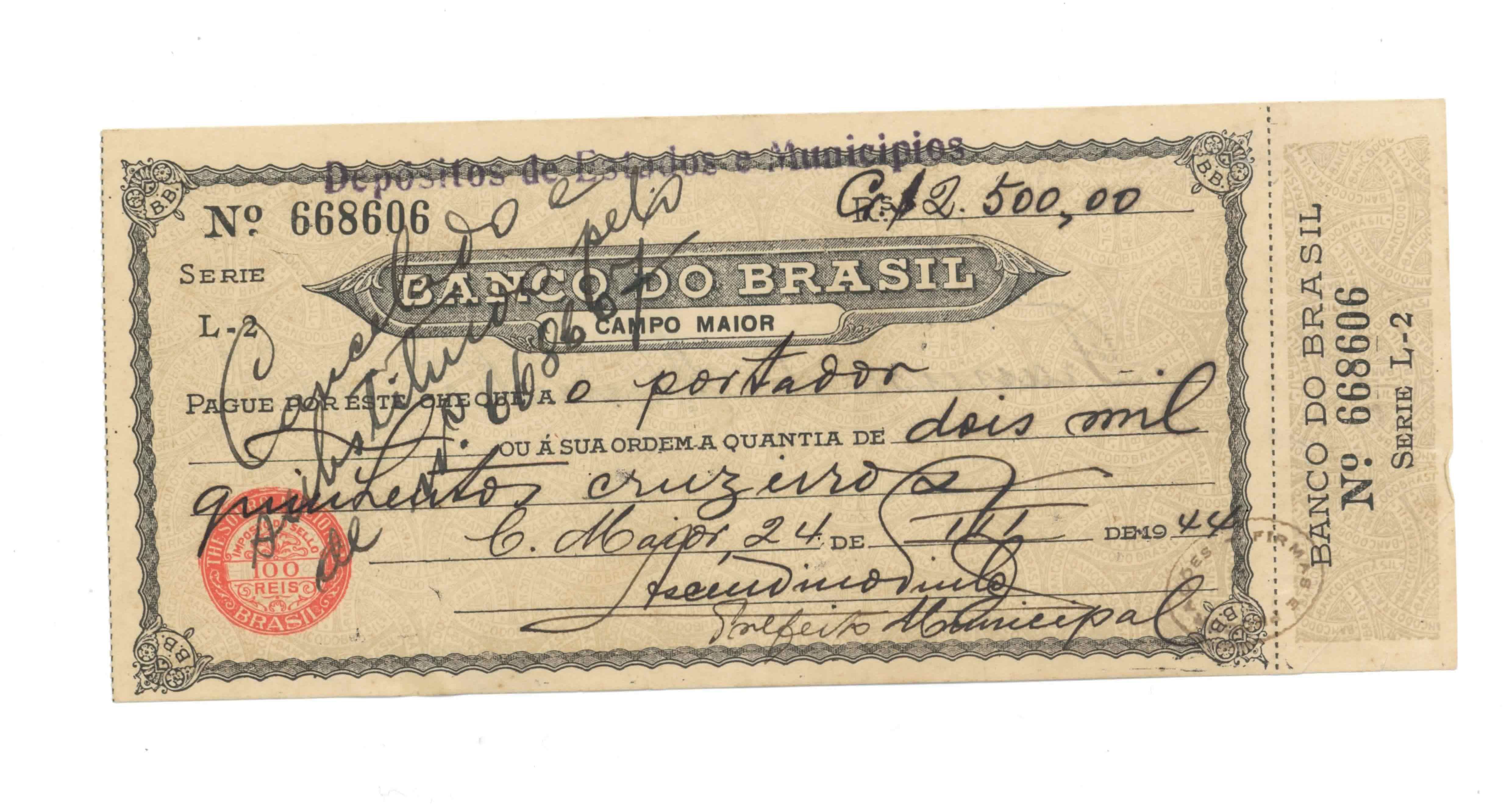
Cheque do Banco do Brasil emitido em 1944.

A aparência era de estabelecimento mercantil, mas estava destinado a servir imediatamente ao governo não como agente em algumas de suas transações financeiras de importância mas principalmente prestando-lhe auxílio de crédito em circunstâncias extraordinárias, em razão de gozarem as suas notas de foro de moeda legal. O capital inicial era modesto, 1 200 contos de réis divididos em 1 200 ações de um conto de réis, por prazo de vinte anos. Havia necessidade de conseguir os fundos para a manutenção da monarquia, facilitar o pagamento de saldos, ordenados, juros e pensões, engrandecendo o crédito público, e sobretudo promover as transações mercantis, erigindo outra fonte de riqueza. Principiou assim como banco de depósitos, descontos e emissão, misto, sociedade particular, com autorização para aumentar o capital. A responsabilidade do acionista era limitada ao montante da ação.
Sua administração foi exercida por uma Assembleia de quarenta capitalistas portugueses, seus acionistas, uma junta de dez membros renováveis a metade cada ano, e uma Diretoria de quatro membros, renováveis no mesmo período. Só possuía voto deliberativo cada portador de cinco ou mais ações. Como banco comercial, se encarregou do desconto de letras de câmbio, comissões por cobranças, adiantamentos e hipotecas, depósitos de valores, vencendo juros e venda de produtos monopolizados pela Coroa. Suas operações monetárias consistiam em emissão de notas bancárias e letras à vista ou prazo fixo, operações cambiais de saque e remessa e operações de compra e venda de ouro e prata. O sistema monetário assim criado consistia em moeda de papel conversível à vista em moeda metálica de ouro e prata, tendo como nota mínima o valor de US$ 30 mil, para se evitar que as notas circulassem em pequenas transações, limitando-se a pagamentos elevados no comércio atacadista sem quase circular no varejista. Houve porém resistência na praça do Rio à subscrição de ações.

### História recente
Ocupa posição de destaque no sistema financeiro nacional, sendo o primeiro em ativos financeiros (R$ 1,572 trilhões), volume de depósitos totais (464 bilhões de reais), carteira de crédito (717 bilhões de reais), base de clientes pessoas total(62 milhões, clientes PF e PJ), câmbio exportação (28,1% do mercado), administração de recursos de terceiros (603 bilhões de reais, o maior da América Latina) e faturamento de cartão de crédito (12,3% do mercado).[carece de fontes?]
No segundo trimestre de 2009, alcançou a sétima posição dentre os bancos mais lucrativos das Américas, em agosto de 2012 o banco alcançou ativos totais de R$ 1,051 trilhão.
No ano de 2012 a instituição foi a 5.ª colocada em reclamações no ranking da área de assuntos financeiros, e a 2.ª colocada em reclamações não atendidas.
Seu ex-diretor de marketing, Henrique Pizzolato, foi condenado pelo Supremo Tribunal Federal (STF) no âmbito do Escândalo do Mensalão por peculato, corrupção passiva e lavagem de dinheiro, por receber R$ 336 mil para autorizar um adiantamento de R$ 73 milhões do fundo Visanet para uma agência do Marcos Valério. Atualmente encontra-se preso na Itália por uso de documentos falsos após fugir da justiça brasileira.
Em 2 de janeiro de 2019, Rubem de Freitas Novaes foi nomeado presidente do Banco do Brasil em substituição a Marcelo Labuto. Novaes se demitiu em junho de 2020, sendo substituído por André Brandão. Com menos de seis meses como presidente do BB, André Brandão renunciou ao cargo em 18 de março de 2021.
Em 1 de abril de 2021, Fausto de Andrade Ribeiro foi nomeado novo presidente do Banco do Brasil, em substituição a André Brandão.

## Resultados financeiros
Abaixo o resultado do lucro líquido de cada ano a partir de 2000.

## Composição

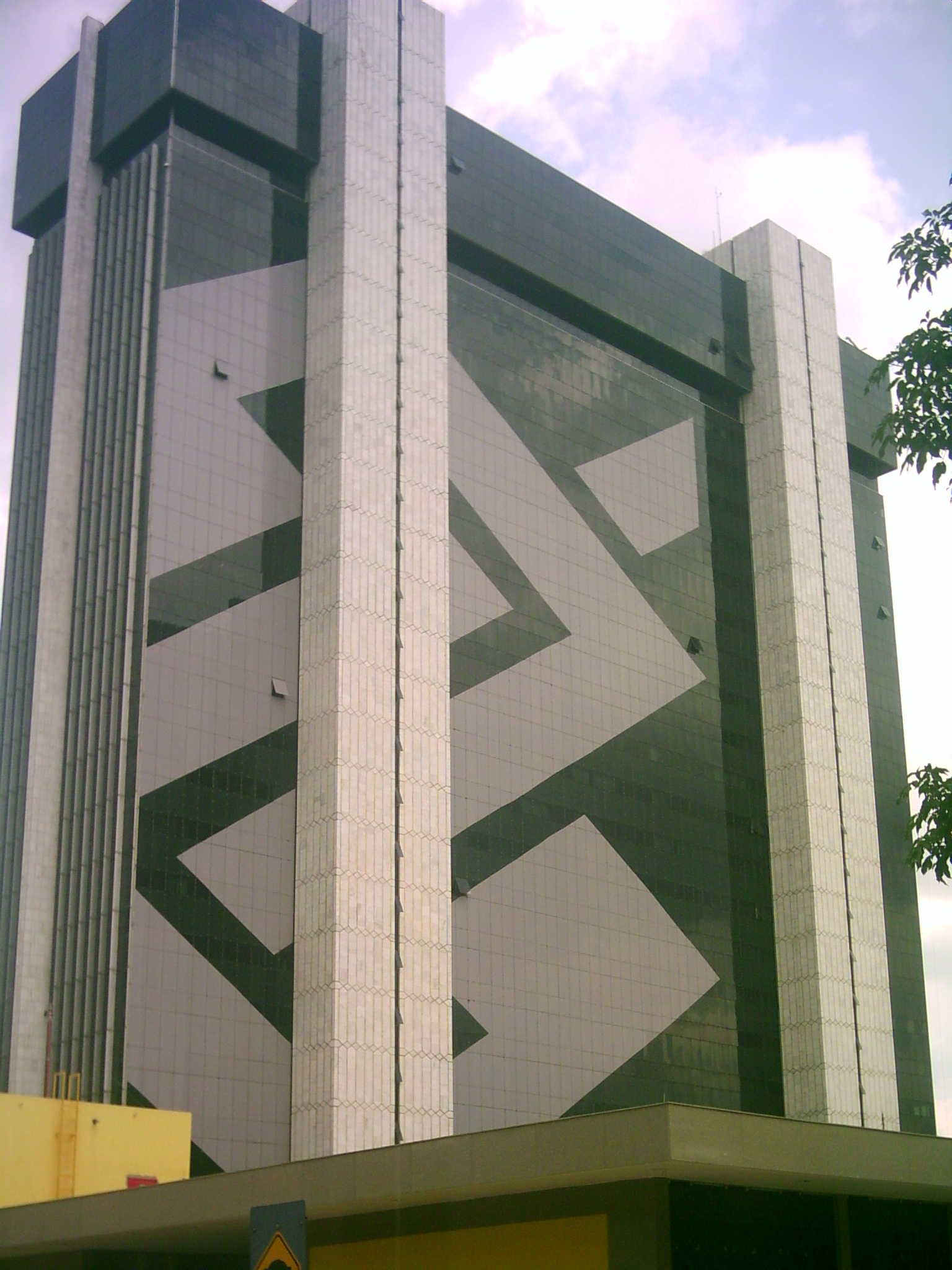
Sede III, outro edifício do Banco do Brasil em Brasília.

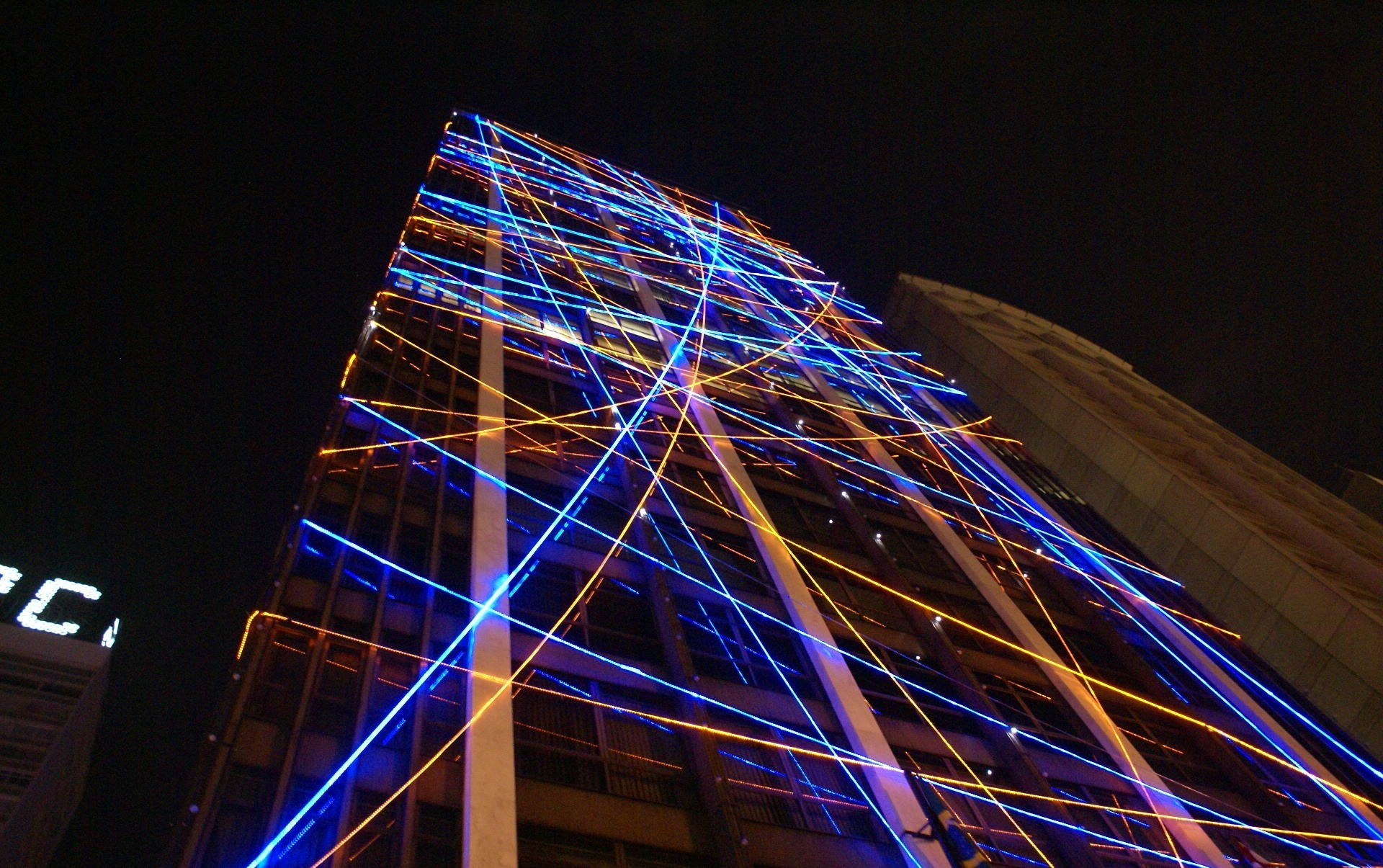
Decoração de Natal prédio do Banco do Brasil Avenida Paulista, em São Paulo.

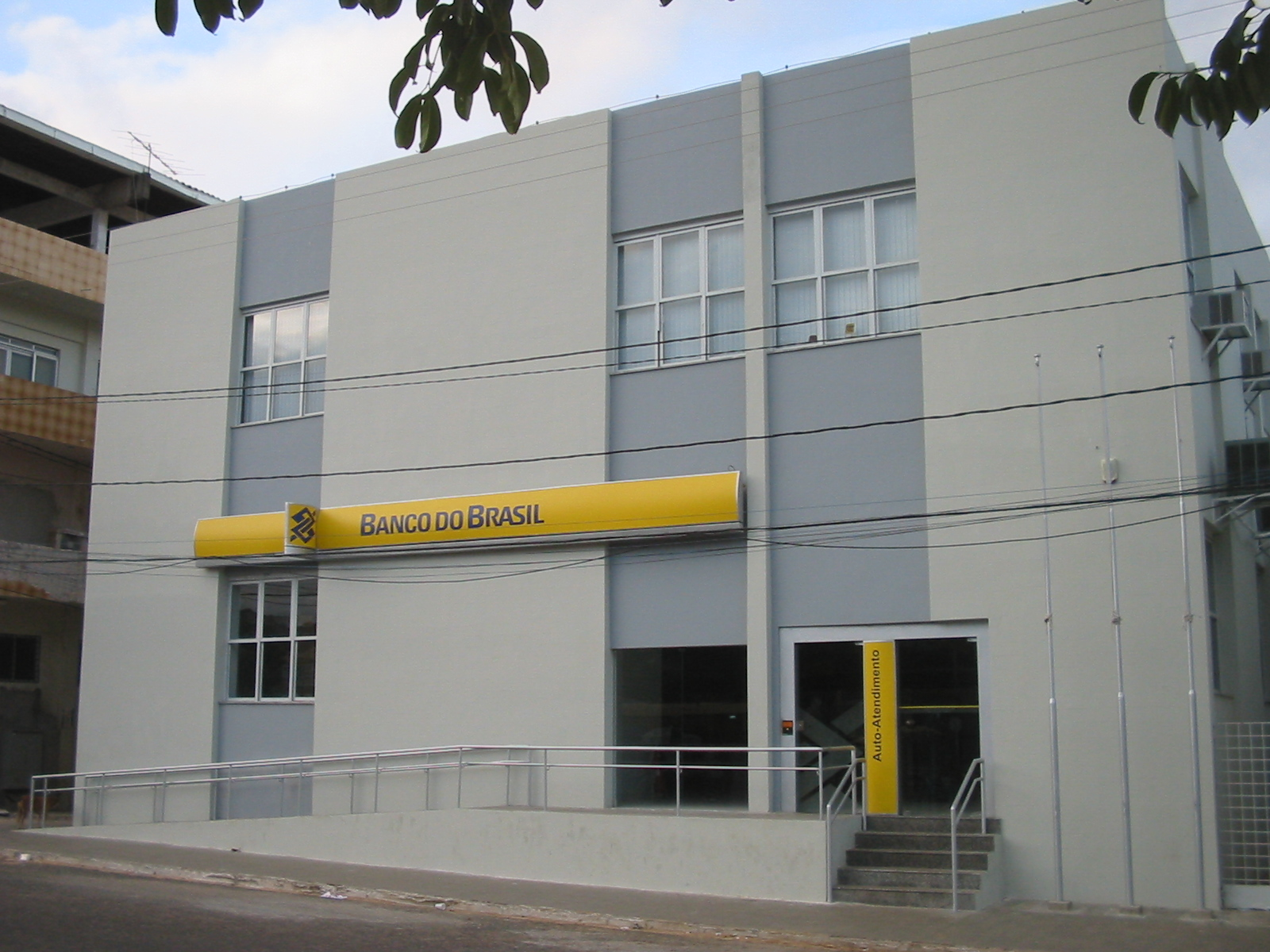
Agência de Serra Talhada, interior de Pernambuco.

O Banco participa de empresas controladas e coligadas, em diversos ramos como:
- BB Seguridade (66,25%)
  - Companhia de Seguros Aliança do Brasil
  - Brasilseg (seguros de Vida, Habitacional, Rural e Massificados)
  - Brasilprev (previdência aberta)
  - Brasilcap (capitalização)
- BB Previdência (previdência fechada)
- BB Tecnologia e Serviços
- BB Cartões
- BB Asset Management
- Banco BV (50%)
- Banco Patagonia (80,39%)
- BB Leasing Company
- BAMB - Brasilian American Merchant Bank
- BB Vienna AG
- Ativos S.A.
- BB Securities LTD.
- BB Securities LLC.
- BB Securities Ásia
- Banco do Brasil Americas

De forma a aumentar sua presença no mercado de crédito, o BB ampliou sua atuação por meio de novos produtos e serviços, tais como a criação da BB Consórcios e do Banco Popular do Brasil (BPB).

## Incorporações e aquisições
- Banco do Estado de Santa Catarina (BESC) — primeiro banco a ser incorporado pelo Banco do Brasil, em 06 de outubro de 2008.
- Banco do Estado do Piauí (BEP) — incorporado pelo Banco do Brasil em 1 de dezembro de 2008, assumindo suas agências, sua seguradora e sua financeira, ficando também responsável pelas contas e pelo pagamento dos servidores do Governo do Estado do Piauí.[18]
- Nossa Caixa — incorporado em 2009, após negociações com o Governo do Estado de São Paulo.
- Banco Votorantim — em 9 de janeiro de 2009, anunciou a compra de 49,9% do Banco Votorantim por 4,95 bilhões de reais,[19] mantendo Antônio Ermírio de Moraes no controle acionário do banco.
- Banco Patagonia — em 21 de abril de 2010, anunciou a compra de 51% do capital do Banco Patagonia, da Argentina, por US$ 479,6 milhões.
- Banco Postal — em 31 de maio de 2011, venceu a licitação dos Correios referente a parceria com o Banco Postal com um lance de R$ 2,3 bilhões. O Banco Postal possuía mais de 6 mil postos de atendimento, possibilitando alcançar as regiões mais longínquas favorecendo assim a presença em 100% dos municípios brasileiros. A parceria entrou em vigor no dia 2 de janeiro de 2012.
- Eurobank — em janeiro de 2012, o BB anunciou a compra do Eurobank, na Flórida, EUA, que a partir de 12 de outubro de 2012 passou a se chamar Banco do Brasil Americas.[20]

## Fundo de pensão
O Banco do Brasil conta com um fundo de pensão multipatrocinado denominado BB Previdência, uma Entidade Fechada de Previdência Complementar, sem fins lucrativos, que oferece planos de previdência complementar a empresas privadas, sociedades de economia mista, empresas públicas, cooperativas, fundações, sindicatos e entidades de classe. O fundo fica sediado no Edifício Banco do Brasil, no Setor de Autarquias Norte, em Brasília.
A BB Previdência administra diversos planos, de diferentes patrocinadores e instituidores, dentre os quais empresas vinculadas ao Banco do Brasil. Entretanto, não é o fundo de pensão dos funcionários do próprio Banco do Brasil, que possuem um fundo próprio - a Caixa de Previdência dos Funcionários do Banco do Brasil (Previ). Os planos da BB Previdência são desenhados de acordo com a necessidade de cada cliente, não sendo oferecidos aos correntistas do Banco do Brasil, que comercializa nas suas agências e escritórios os planos da Brasilprev.
Segundo seu Relatório Anual de 2016, a BB Previdência possui mais de 107 mil participantes ativos, 2504 assistidos e 198 pensionistas, 46 planos de benefícios, 55 patrocinadoras e 2 instituidores, e administra recursos da ordem de 5 bilhões de reais.

## Prêmios
- As Melhores da Dinheiro 2014 (ISTOÉ Dinheiro) — Vencedor na categoria empresa do ano.[22]
- Em 2019, foi eleito a instituição financeira mais sustentável do mundo no ranking global 100 de 2019, da Corporate Knights.[23][24]
- Prêmio iBest 2020 — Vencedor pelo Júri Popular na categoria de Bancos Digitais.[25]
- Prêmio iBest 2022 — BB Home Broker recebeu o TOP3 na categoria Corretoras Digitais pelo Júri Popular.[26]